# Еник тип C7
Еник тип C7 (фр. Unic Type C7) је аутомобил који се производио од 1911. до 1913. године од стране француског произвођача аутомобила Еник.